# عاصم بن جميل الورفجومي
عاصم بن جميل الورفجومي من أمازيغ (البربر حسب المصادر العربية) نفزة، وكان من الخوارج الصفرية.
ادعى النبوة، والكهانة، وزاد في الصلاة، وأسقط ذكر النبي محمد ﷺ من الآذان. احتل القيروان بجيش من الأمازيغ عام 138 هـ ثم سار إلى قتال حبيب بن عبد الرحمن الفهري في قابس ثم التقوا ثانية في جبال أوراس فانتصر عليه حبيب وقتله.